# عملیات مو
عملیات مو (انگلیسی: Operation Mo) (MO作戦 Mo Sakusen) عملیاتی بود در بندر مورسبی که طرح حمله امپراتوری ژاپن بود برای به کنترل درآوردن منطقه‌ای که تحت سیطره اقلیم استرالیایی گینه جدید و در اقیانوسیه طی جنگ جهانی دوم بود. هدف ایزوله کردن متفقین جنگ جهانی دوم و ایالات متحده آمریکا در استرالیا و زلاند نو بود. این طرح توسط نیروی دریایی امپراتوری ژاپن طراحی شد و توسط دریادار یاماموتو ایسوروکو قرار بود به اجرا درآید اما در تداخل این عملیات با عملیات مرجان، اجرای عملیات مو متوقف شد.